# Zespół budynków V Oddziału Straży Ogniowej w Warszawie
Zespół budynków V Oddziału Straży Ogniowej – zabytkowy kompleks budynków straży pożarnej znajdujących się przy ul. Marcinkowskiego 2 w warszawskiej dzielnicy Praga-Północ.

## Historia
Od 1836 praski  V Oddział Warszawskiej Straży Ogniowej wykorzystywał drewniane zabudowania przy ul. Petersbuskiej (współcześnie ul. Jagiellońska). Jego nowa, murowana siedziba została wzniesiona przy ul. Sprzecznej 2 w 1878 według projektu Józefa Orłowskiego na placu w trójkącie pierzei ulicy Sprzecznej (obecnie ulica Karola Marcinkowskiego), frontem do ulicy Moskiewskiej (dzisiejszej ul. Jana Zamoyskiego) w miejscu, w którym znajdowała się waga miejska. Był to bardzo dogodny logistycznie punkt do wyjazdów straży we wszystkich kierunkach w prawobrzeżnej Warszawie. Kamień węgielny pod budowę położył prezydent miasta i inicjator przedsięwzięcia Sokrat Starynkiewicz.
Wolno stojące budynki otaczają plac zbliżony kształtem do trapezu. W jego skład wchodzą:
- główny budynek koszar,
- budynek kuźni i stajni,
- budynki wozowni.

W 2006 obiekt został wpisany do rejestru zabytków.
W latach 2008–2018 zespół został zrewitalizowany. Odbudowano wtedy 30-metrową wieżę obserwacyjną (tzw. czatownię), rozebraną w 1954, a także stajnię i kuźnię.
Zespół jest użytkowany przez jednostkę Ratowniczo-Gaśniczą nr 5 Państwowej Straży Pożarnej m. st. Warszawy. W 2018 otwarto w nim Centrum Edukacji i Historii Warszawskiej Straży Pożarnej.